# Oriente Petrolero
Maillots
Le Club Oriente Petrolero est un club bolivien de football fondé le 5 novembre 1955 par les ouvriers d'une compagnie pétrolière et basé à Santa Cruz. Carlos Chavez Landivar préside ce club qui évolue en Championnat de Bolivie depuis 1967.

## Palmarès
- Championnat de Bolivie (5)
  - Champion : 1971, 1979, 1990, 2001, 2010 (C)
  - Vice-champion : 1972, 1976, 1977, 1984, 1986, 1987, 1989, 1996, 1997, 2000, 2002, 2010 (A)

- Coupe de Bolivie (10)
  - Vainqueur : 1978, 1986, 1988, 1992, 1993, 1994, 1995, 1997, 1999, 2002
  - Finaliste : 1977, 1983, 1985

- Copa Libertadores
  - Quart-de-finaliste : 1988

## Anciens joueurs
- Luis Cristaldo
- Dario Rojas
- Erwin Sánchez